# Шараськін Андрій Андрійович
Шараськін Андрій Андрійович (нар. 20 вересня 1977, Тернопіль) — український актор, режисер і командир роти кіборгів; нагороджений орденом «За мужність» III ступеня. Народний депутат України IX скликання.

## Життєпис

### Освіта
Закінчив середню школу № 9 в Тернополі й Київський театральний інститут ім. Карпенка-Карого. Закінчив Національну академію державного управління при Президентові України.

### Кар'єра
У 2006 році заснував театральну компанію під назвою «Театральна компанія Андрія Шараськіна».
Знявся в серіалах «День народження Буржуя» і «Жіночий лікар». Займався режисерською діяльністю у Львівському театрі дітей та юнацтва.
Був одним з учасників Революції Гідності. У 2014 році вирушив на фронт. Отримав позивний «Богема» перебуваючи на чолі однієї з бойових рот «Правого сектору». Один із «кіборгів», брав участь у обороні Донецького аеропорту. У 2019 році очолив координаційну раду добровольців і волонтерів Національного Форуму «Трансформація України».

## Політика
16 травня 2019 року став членом партії «Голос». 8 червня 2019 посів 20-те місце у списку партії для участі у виборах до Верховної Ради України.
6 листопада 2020 року Шараськін став народним депутатом від партії Голос, отримавши мандат замість Святослава Вакарчука, який склав повноваження депутата.
Голова підкомітету з питань міжнародної морської політики та безпеки Комітету Верховної Ради з питань зовнішньої політики та міжпарламентського співробітництва.
Керівник групи з міжпарламентських зв'язків з Республікою Руанда.